# Pedro Ignacio Lizarzaburu
Pedro Ignacio Lizarzaburu y Borja (n. Guano,  1834 - f. 1902) fue un militar, político y jurista, miembro del Pentavirato que gobernó el Ecuador en 1883, hijo de Ignacio José de Lizarzaburu, prócer de la independencia del Ecuador, y de Manuela Mercedes Borja y Tinajero, descendiente directa de Juan de Borja y Enríquez de Luna, III duque de Gandía y Juana de Aragón y Guerra; el primero, nieto del papa Alejandro VI (Rodrigo de Borja); la segunda, nieta del rey Fernando II de Aragón, descendiente de los reyes de Navarra y la corona de Aragón. 

## Biografía
Casó con Benigna Flores Sarastí, hija del general Juan José Flores, expresidente del Ecuador. En 1861 se incorporó de abogado y doctor en jurisprudencia. Siendo nombrado, en dicho año, Revisor, del Primer Tribunal de Cuentas instituido en Quito. 
En 1882 combatió contra la dictadura del general Ignacio de Veintemilla; militando, con el rango de coronel, en las filas del viejo ejército e interviniendo en los combates que se dieron en busca de su derrocamiento. El 10 de enero de 1883, comandando sus fuerzas que combinó con las de José María Sarasti y Francisco Javier Salazar, puso cerco a Quito, tomando la ciudad después de fuerte resistencia armada de los veintemillistas dirigidos por Marieta de Veintimilla, sobrina del gobernante, quien fue apresada.
En 1883 integró junto a Pablo Herrera González, Luis Cordero Crespo, Rafael Pérez Pareja y Agustín Guerrero Lizarzaburu, el gobierno proclamado en Quito llamado “Pentavirato” o “Gobierno de la Restauración”, que gobernó el Ecuador entre el 14 de enero y el 15 de octubre de 1883; y, que se constituyó para dirigir el Ecuador a pesar de que el general Veintemilla se había hecho fuerte en Guayaquil, donde se apertrechó para enfrentar a las fuerzas de Eloy Alfaro y Francisco Javier Salazar. Estuvo presente, el 9 de julio de 1883, en la batalla que puso fin al régimen de Veintemilla y que obligó éste a huir de Guayaquil con destino a Lima, a bordo del vapor Huacho.
Durante la presidencia de José Plácido Caamaño, acudió como senador al Congreso Nacional. Posteriormente integró el gabinete ministerial del gobierno de Luis Cordero Crespo, que gobernó desde el 1 de julio de 1892 hasta el 16 de abril de 1895, en que Cordero fue derrocado acusado de haber tenido previó conocimiento del asunto, que luego se convirtió en el sonado escándalo, conocido como de la “Venta de la Bandera”. Entre el 16 de abril y el 14 de agosto de 1895, actuó también como ministro de Estado, durante el lapso en que Vicente Lucio Salazar ejerció como presidente encargado del Poder Ejecutivo.
Al estallar en Guayaquil la Revolución Liberal, combatió junto al Gral. José María Sarastí en la batalla de Gatazo donde fue capturado por el general Medardo Alfaro. Posteriormente combatió al gobierno del general Eloy Alfaro organizando varias guerrillas militares en diferentes lugares del Ecuador., Una de estas guerrillas fue la conocida Guerrilla Azul.
Murió en mayo de 1902.